# Baturiya Wetlands Game Reserve
Das Baturiya Wetlands Game Reserve ist ein Naturschutzgebiet im Nordosten des nigerianischen Bundesstaates Jigawa.

## Lage
Es belegt ein Gebiet von 1010,95 km² in dem Verwaltungsgebiet der Großraumgemeinden Kirkasama und Kafin Hausa auf einer Höhe von 338 bis 365 über dem Meeresspiegel. Die Baturiya Wetlands erstrecken sich am Flusslauf des Kafin Hausa, im Westen der Hadejia-Nguru-Feuchtgebiete, einem Nebenfluss des Komadugu Yobe. Die Feuchtgebiete entstehen durch die jährlich wiederkehrenden Überschwemmungen, ausgelöst vom westafrikanischen Monsun, des Kafin Hausa und bestehen aus einem Geflecht von Seen, Tümpeln und kleineren Wasserläufen. 

## Bedeutung
Das Naturschutzgebiet steht unter der gemeinsamen Verwaltung der beiden Gemeindeverwaltungen, des Umweltministeriums und der Regierung von Jigawa. Am 30. April 2008 wurde es in die Liste der Feuchtgebiete von internationaler Bedeutung der Ramsar-Konvention aufgenommen. Von der IUCN wird es unter der Kategorie IV, Biotop-/Artenschutzgebiet mit Management, eingestuft. Sie gelten als ein gutes Beispiel für ein Feuchtgebiet in der biogeographischen Region am Übergang der Sahelzone in den Sudan.

## Klima
Das Klima in der Region wird als tropisch wechselfeucht bezeichnet, mit Tiefsttemperaturen im Januar von 12,5 °C und Höchsttemperaturen im April von 45 °C. Die durchschnittliche jährliche Niederschlagsmenge beträgt 535 mm und das Verdunstungspotenzial rangiert zwischen 2500 und 4000 mm.

## Flora und Fauna

### Flora
Die Böden in diesen Feuchtgebieten werden nach der USDA-Bodenklassifikation als Vertisole Lehmböden bezeichnet, regional werden diese als firki bezeichnet. Dementsprechend wird die Vegetation von Grassavannen, die mit weitständigen Buschwäldern durchsetzt sind, dominiert und regional als Fadama bezeichnet. Dominiert werden die Buschwälder von der Guiera senegalensis und den Piliostigma sp. Wichtige Baumarten in der Region sind der Baobab (Adansonia digitata), Balanites-Arten, Mitragyna inermis, Anogeissus leiocarpus, Diospyros eispilirformis und die Doumpalme Hyphaene thebaica. Die örtliche Bevölkerung nutzt diesen Vegetationsmix primär als Weideland und zur Gewinnung von Feuerholz. Das Gras Cyperus rotundus dient der Parfümherstellung als Grundlage, es wird zumeist an den Flussläufen geerntet.

### Fauna
Besondere Bedeutung haben die Baturiya Wetlands für die heimische Avifauna, insbesondere Wasservögel, und für Zugvögel aus der nördlichen Hemisphäre, die die Feuchtgebiete als Rast- und Überwinterungsquartier nutzen. Heimische Nistvögel sind unter anderen der Rötelpelikan (Pelecanus rufescens), der Rosapelikan (Pelecanus onocrotalus), der Nimmersatt (Mysteria ibis), die Höckerglanzgans (Sarkidiornis melanotos) und der Grautoko (Tockus nasutus). Im Jahr 2001 wurden 197.535 Wasservögel im Bereich der Baturiya Wetlands gezählt.
In den Feuchtgebieten leben eine Vielzahl von Säugetieren, unter anderen der vom stark gefährdete Afrikanische Wildhund (Lycaon pictus). Andere große Raubtiere sind Löwen (Panthera leo), Streifenhyänen (Hyaena hyaena), Tüpfelhyänen (Crocuta crocuta), Leoparden (Panthera pardus), Afrikanische Goldwölfe (Canis lupaster) und Streifenschakale (Lupulella adustus). Diese bejagen die Herden der Rotstirngazellen (Eudorcas rufifrons), Wasserböcke (Kobus ellipsiprymnus), Kaffernbüffel (Syncerus caffer) und Riedböcke (Redunca redunca). An Primaten kommen der Anubispavian (Papio anubis), Husarenaffen (Erythrocebus patas) und Tantalus-Grünmeerkatzen (Chlorocebus tantalus) in diesem Gebiet vor.